# Sibylla av Kleve
Sibylla av Kleve, född 1512, död 1554, var kurfurstinna av Sachsen 1532–1547, som gift med kurfurst Johan Fredrik I av Sachsen. Hennes syster Anna var Henrik VIII:s fjärde hustru i några månader 1540.

## Biografi
Sibylla av Kleve var dotter till Johan III av Kleve och Maria av Jülich-Berg. 
I september 1526 förlovades hon med den senare kurfursten Johan Fredrik I i slottet Burg an der Wupper. Efter långa förhandlingar i Mainz arrangerades äktenskapet, som följde sedvanliga dynastiska skäl. Bröllopsfirandet ägde rum i Torgau i början av juni 1527. Hennes make blev kurfurste 1534, vilket gjorde henne till kurfurstinna.
Den bevarade brevväxlingen under tiden för hennes mans fängelsetid (1547–1552), ett resultat av det schmalkaldiska kriget, visar att makarna var mycket förtjusta i varandra. Efter fem års fängelse släpptes han igen 1552. Efter återföreningen hade paret lite tid tillsammans. 1554 dog de båda inom en månad och begravdes i stadskyrkan i Weimar.
Sibylla stödde liksom sin make reformationen. Hennes måtto var Als in Eren. Hon stod modell för många berömda tavlor. 
Justus Menius tillägnade henne furstespegeln Oeconomia christiana.

## Barn
- Johan Fredrik II (1529–1595)
- Johan Vilhelm I (1530–1573)
- Johan Ernst (född och död 1535)
- Johan Fredrik III (1538–1565)

## Galleri

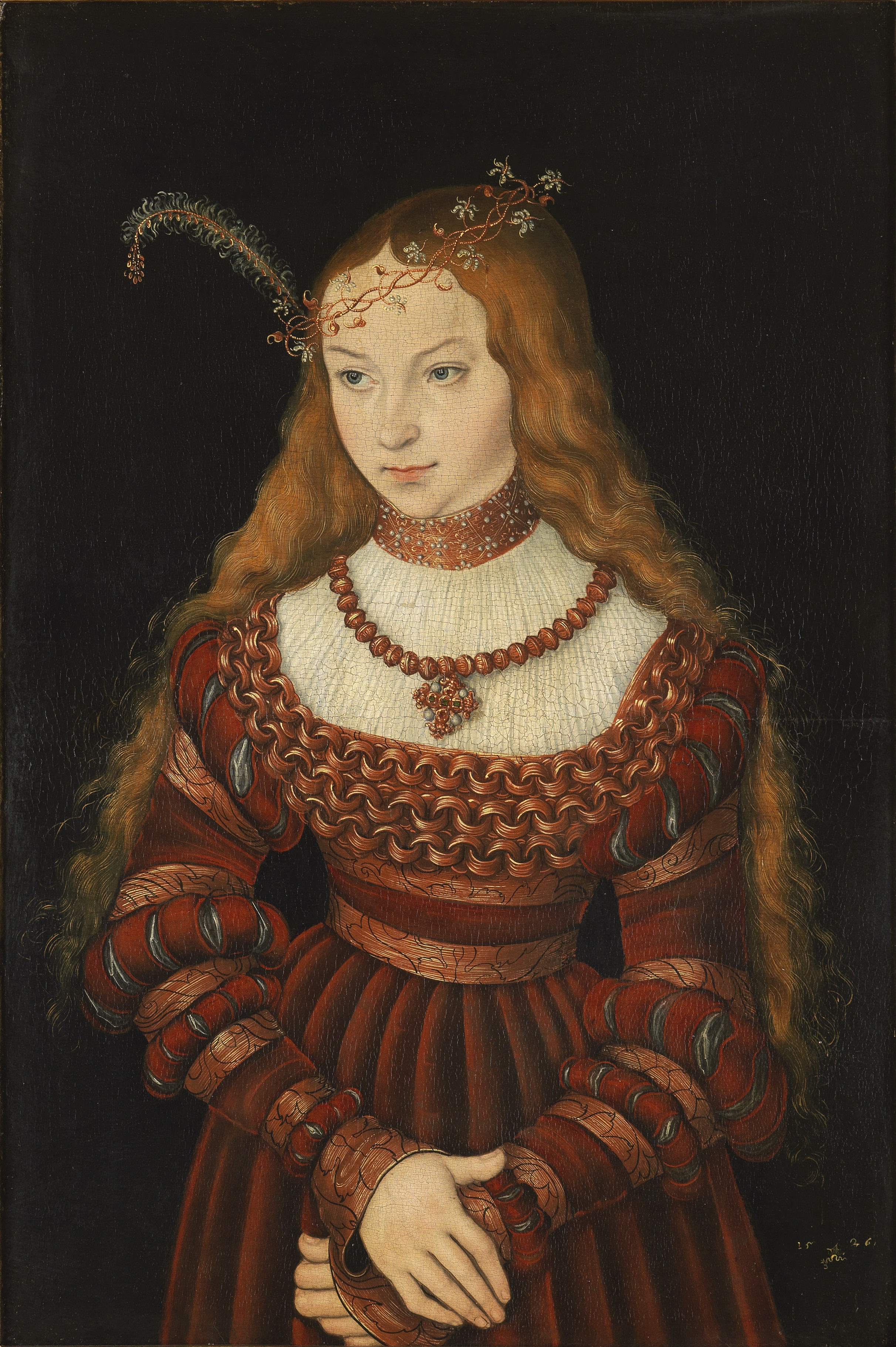
Sibylla av Kleve av Lucas Cranach, 1526
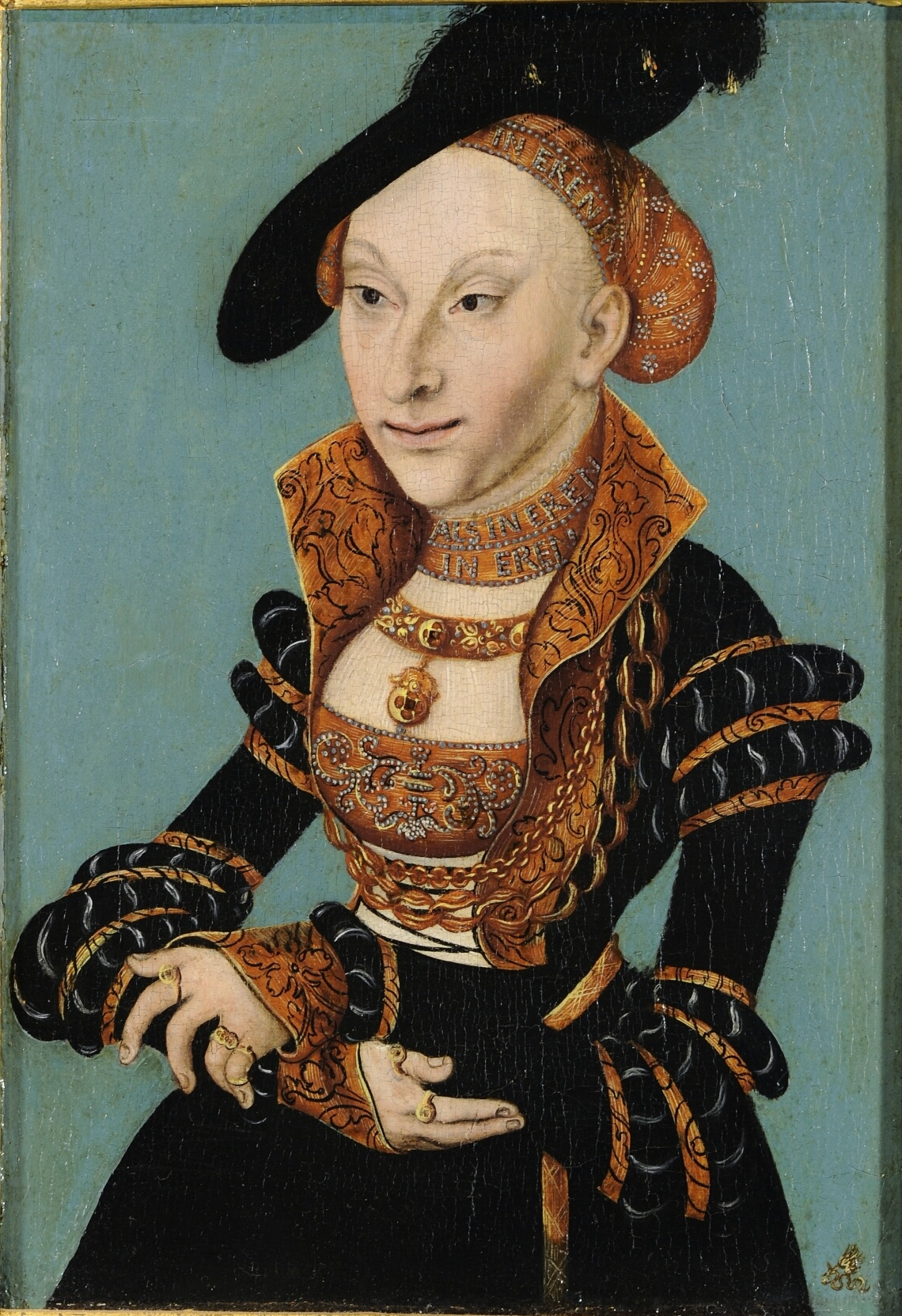
Lucas Cranach d.Ä. - Sybille von Cleve (Veste Coburg).
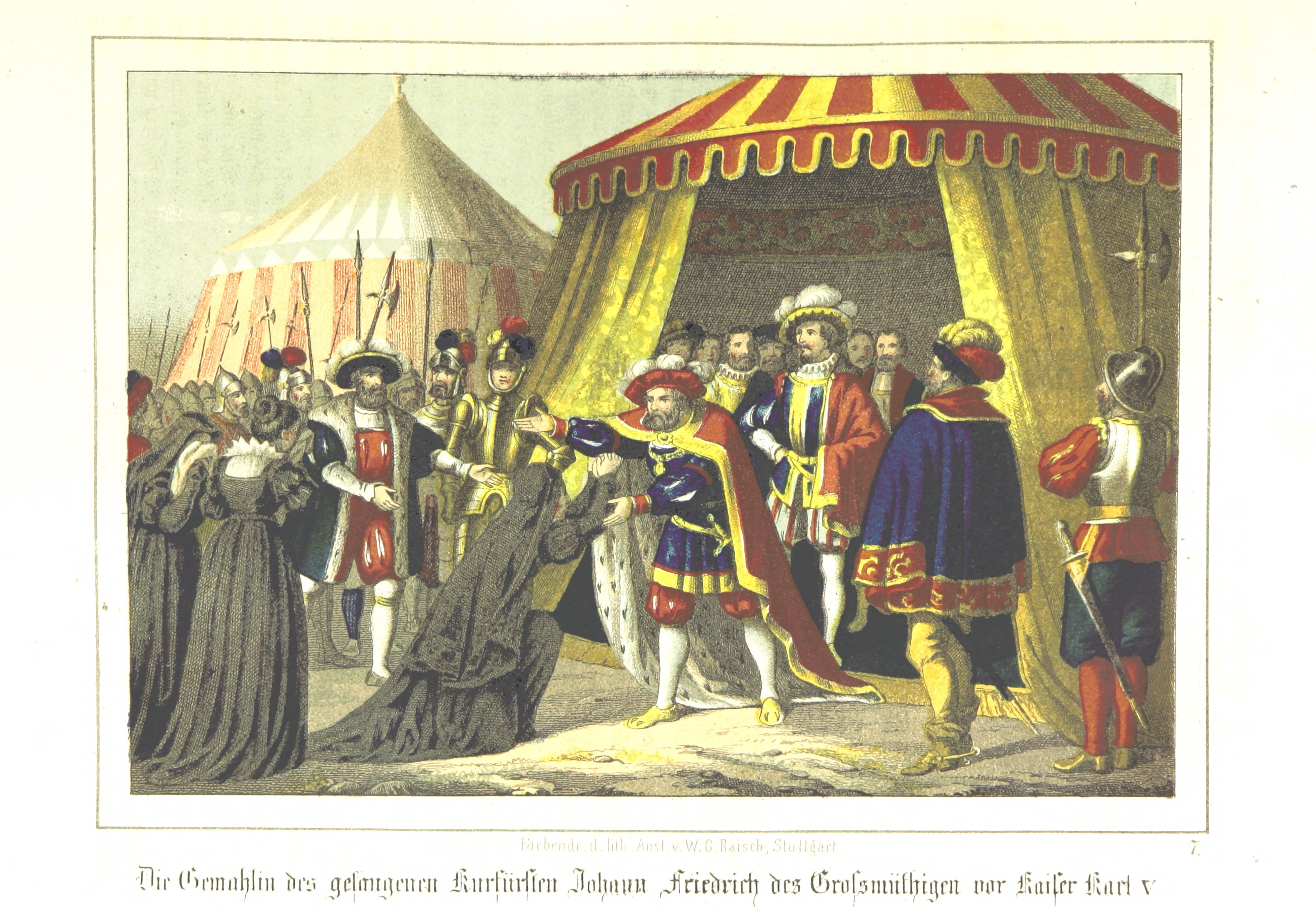
Page135 Die Gemahlin des gefangenen Kurfürsten Johann Friedrich des Großmüthigen vor Kaiser Karl V
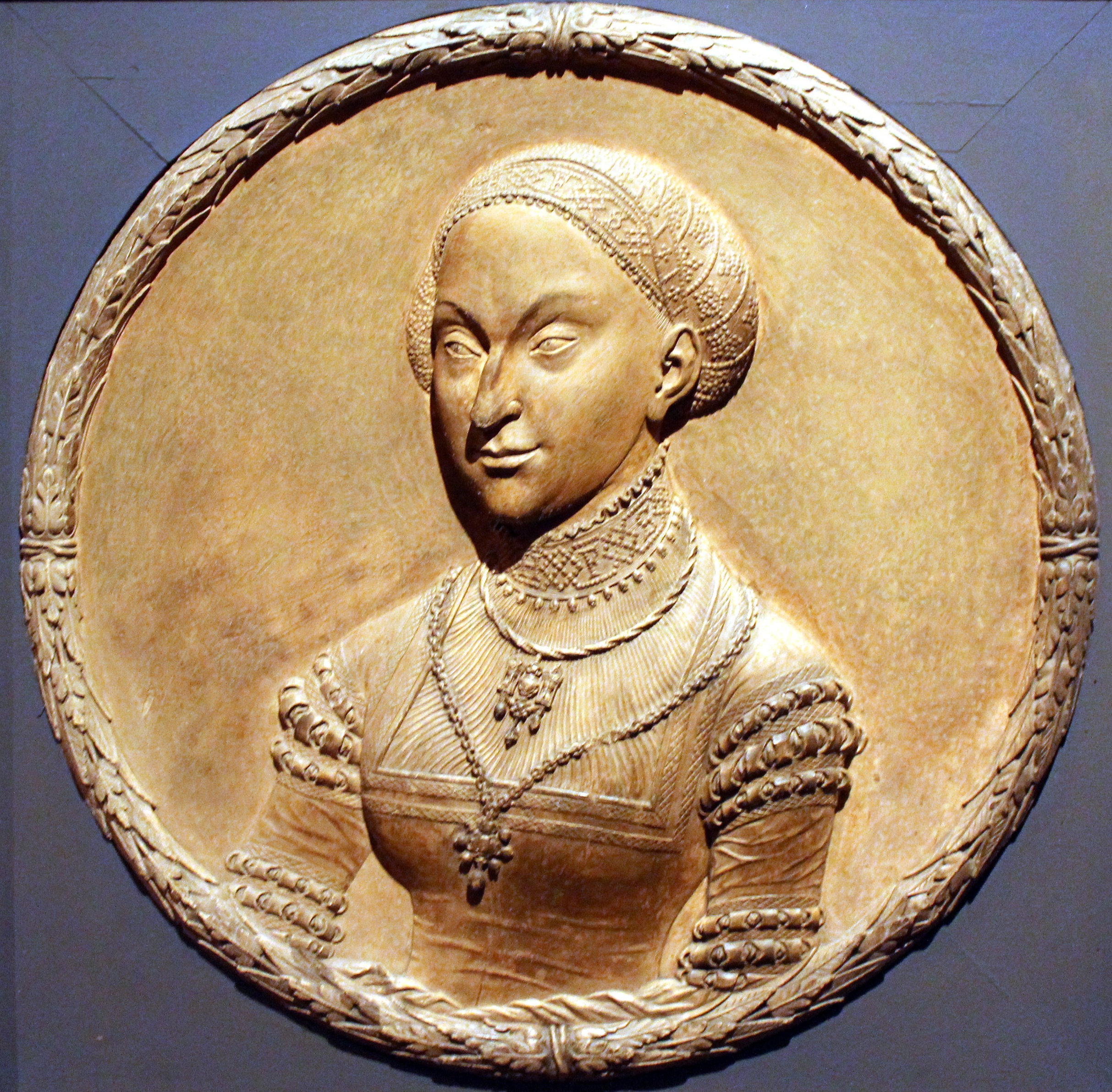
Weimar, Schlossmuseum, Hans Reinhart der Ältere, Sibylle von Cleve